# Petra Schelm
Petra Schelm (* 16. August 1950 in Hamburg; † 15. Juli 1971 ebenda) war eine deutsche Terroristin und Mitglied der linksextremistischen terroristischen Vereinigung Rote Armee Fraktion (RAF). Sie wurde bei einem Schusswechsel mit der Polizei getötet und war das erste RAF-Mitglied, das bei einem Polizeieinsatz zu Tode kam.

## Frühe Jahre
Schelm hatte eine Ausbildung zur Friseurin absolviert, da sie den Wunsch hatte, später als Maskenbildnerin zu arbeiten. Nach der Lehre arbeitete sie einige Zeit in einem Kunstgewerbeladen. Anschließend bekam sie einen Job als Begleiterin eines amerikanischen Reiseunternehmens.
Danach lebte sie in Berlin in einer Kommune und engagierte sich in der Außerparlamentarischen Opposition. Dort lernte sie auch ihren Freund Manfred Grashof kennen. Sie soll mit Ulrike Meinhof und Horst Mahler im Arbeitskreis Mieten und Wohnen im Berliner Märkischen Viertel, der sich der „Resozialisierung sozialer Randgruppen“ verschrieben hatte, aktiv gewesen sein. Das Ausmaß ihres Engagements in dem Arbeitskreis ist jedoch nicht geklärt. Eine damalige Mitarbeiterin erklärte dem Spiegel: „Eigentlich müsste ich sie kennen, aber ich kenne sie nicht.“
Im Juni 1970 reiste sie über Ost-Berlin nach Jordanien, wo sie zusammen mit anderen RAF-Mitgliedern in einem Lager eine militärische Ausbildung erhielt. Aufgrund verschiedener Differenzen mit den Gastgebern, der palästinensischen Fatah, wurde die Ausbildung vorzeitig abgebrochen. Die Gruppe reiste im August 1970 nach Berlin zurück. Im Frühjahr 1971 erließ der Bundesgerichtshof einen Haftbefehl gegen Petra Schelm und nahm ihr Foto in ein Fahndungsblatt auf. Dies wurde mit dem Verdacht begründet, dass sich ihre Bekanntschaft mit Ulrike Meinhof und deren Umfeld zu einer Beteiligung an einer kriminellen Vereinigung entwickelt haben könnte.
Als Petra Schelm starb, war der Kontakt zu ihren Eltern bereits seit längerer Zeit abgerissen. Sie hatte ihnen Manfred Grashof vorgestellt, der beim Vater um die Hand der Tochter anhielt. Als dieser die Zustimmung verweigerte, kam es zum Bruch.

## Tod

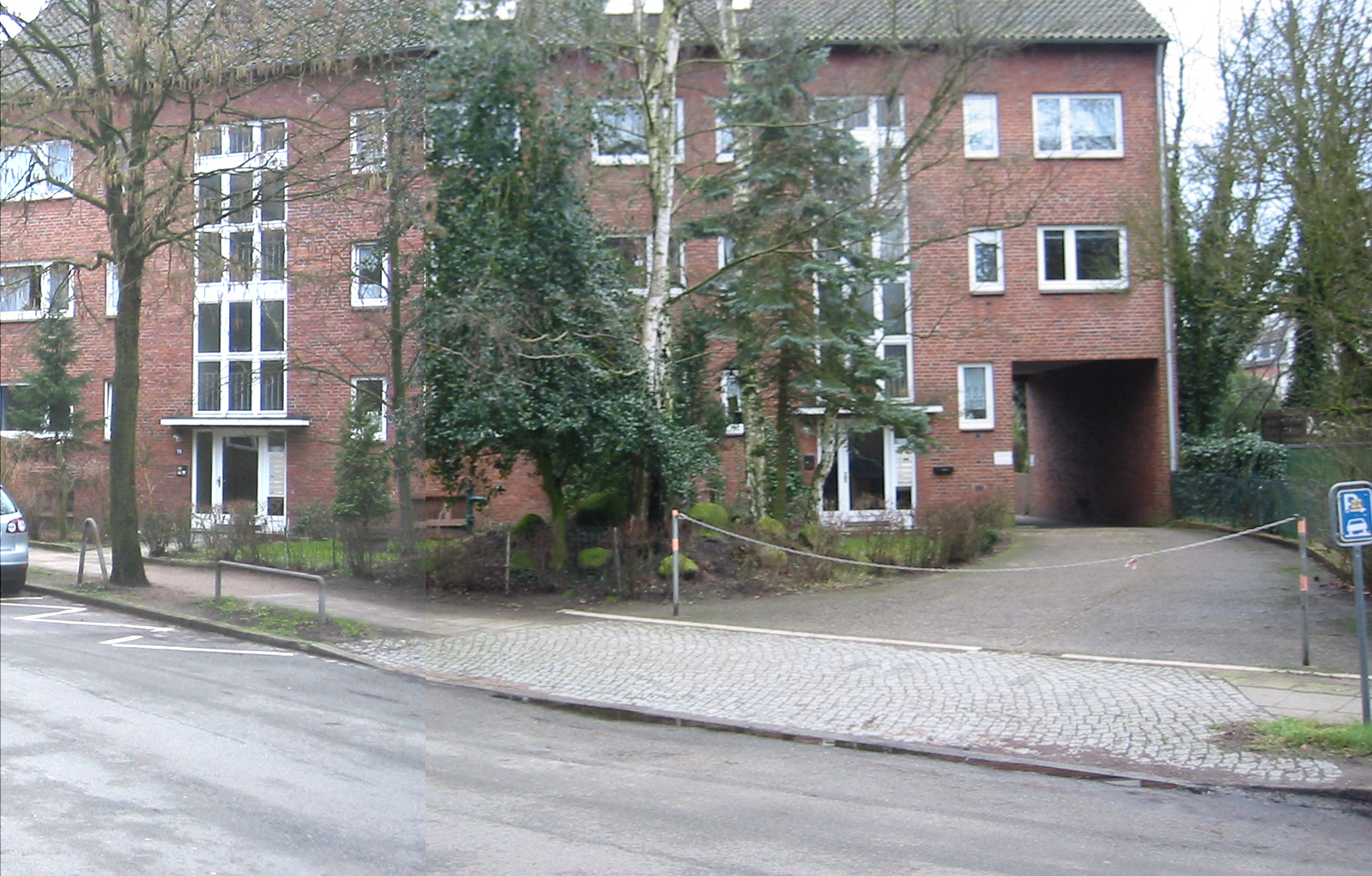
Haus in der Reineckestraße in Hamburg, vor dem der tödliche Schuss fiel

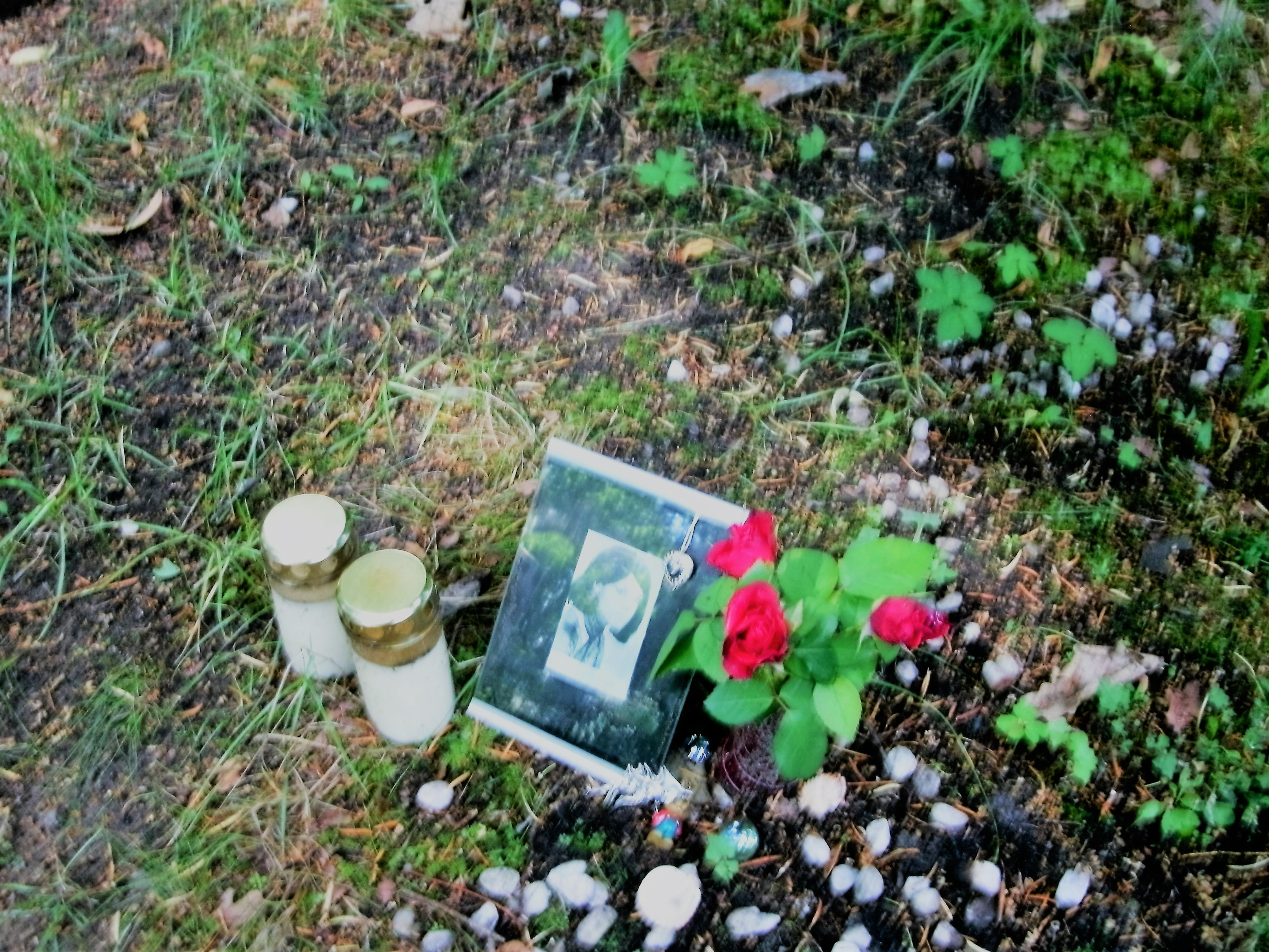
Grab von Petra Schelm

Im Rahmen einer Großfahndung im gesamten norddeutschen Raum nach etwa fünfzig Mitgliedern der RAF durchbrach Schelm in Begleitung des RAF-Mitglieds Werner Hoppe am 15. Juli 1971 mit ihrem Wagen eine Straßensperre in der Hamburger Stresemannstraße. Nach einer Verfolgungsjagd wurde das Fahrzeug im Bahrenfelder Kirchenweg gestoppt. Hoppe und Schelm sprangen aus dem Fahrzeug, feuerten nach Darstellung der Polizei mehrmals auf die sie verfolgenden Polizisten und flüchteten zu Fuß über die Von-Sauer-Straße in die Reineckestraße. In den Gärten hinter der Straße trennten sich Hoppe und Schelm. Wieder auf der Reineckestraße, wurde Petra Schelm von einem der Polizisten entdeckt und angerufen. Bei dem folgenden Schusswechsel wurde sie von einer Kugel aus einer Maschinenpistole schräg unter dem linken Auge getroffen und tödlich verletzt. Nach Aussage des Schützen feuerte Schelm zuerst, ein in der Nähe stehender Schüler erklärte hingegen, der Polizist habe ohne Vorwarnung als Erster geschossen.
Laut Augenzeugenberichten lag Petra Schelm nach dem tödlichen Schuss noch mindestens zehn Minuten auf dem Pflaster, ohne dass Erste Hilfe geleistet wurde. Der Schütze beteiligte sich an der Verfolgung Werner Hoppes, der einige Minuten später im Sumpfgelände hinter der Autobahntrasse überwältigt und festgenommen wurde. Die Polizei glaubte zunächst, es handele sich bei der Toten um Ulrike Meinhof. Die DPA meldete irrtümlich um 16:16 Uhr den Tod Meinhofs, um 16:28 Uhr dementierte sie jedoch.
Petra Schelm wurde auf dem Friedhof „In den Kisseln“ in Berlin beigesetzt.
Gemeinsam mit einer Reihe weiterer Fälle von Todesschüssen deutscher Polizisten löste der Tod Schelms 1971 eine öffentliche Diskussion über eine Intensivierung der Schießausbildung bundesdeutscher Polizeibeamter aus.
Als Auftakt der Mai-Offensive der Rote Armee Fraktion verübte am 11. Mai 1972 das „Kommando Petra Schelm“ einen Anschlag auf das Hauptquartier des V. Korps der US-amerikanischen Streitkräfte in Frankfurt am Main. Bei der Explosion von drei Bomben wurden der amerikanische Oberstleutnant Paul A. Bloomquist getötet sowie dreizehn weitere Personen verletzt.

## Filmische Rezeption
In dem Film Baader aus dem Jahr 2002 wird sie durch die Filmfigur Karin (gespielt von Jana Pallaske) verkörpert.
In dem Spielfilm Der Baader Meinhof Komplex aus dem Jahr 2008 wurde sie von Alexandra Maria Lara verkörpert.